# Centro Sportivo Memo Geremia
Il centro sportivo Memo Geremia è un impianto sportivo di Padova. Assieme allo stadio Plebiscito è la sede di alcune partite interne e campo di allenamento della squadra di rugby del Petrarca. Inoltre dal 2014 è anche il campo di allenamento della squadra di calcio del Padova.

## Storia
Nel 1982 Memo Geremia inizia la creazione di un centro sportivo dedicato al rugby. Il 23 settembre 1989 viene inaugurato ufficialmente il Centro della Guizza dal presidente del CONI, Arrigo Gattai. Dopo la morte di Geremia l'impianto viene dedicato al suo storico fondatore.

## Struttura
Il centro si sviluppa su una superficie di circa 10 ettari. Comprende un campo principale con una tribuna da 1.200 posti, 4 campi da rugby, 2 campi da calcio, pista da velocità a tre corsie da 120 m, 1 campo sportivo polivalente, 1 campo da beach volley, 2 campi da tennis, 3 palestre interne, 1 ambulatorio medico, 1 sala per fisioterapia.